# 米尔豪森 (中弗兰肯行政区)
米尔豪森（德語：Mühlhausen，發音：[myːlˈhaʊzn̩] ⓘ）是德国巴伐利亚州中弗兰肯行政区埃朗根-赫希施塔特县的市镇，面积16.6平方千米，2023年12月31日人口为1,858人。